# Международный аэропорт имени Феликса Уфуэ-Буаньи
Международный аэропорт имени Феликса Уфуэ-Буаньи (ИАТА: ABJ, ИКАО: DIAP); (фр. Aéroport international Félix-Houphouët-Boigny), также Международный аэропорт Порт-Буэ — международный аэропорт, расположенный в 16 километрах к югу от Абиджана, Кот-д’Ивуар. Является крупнейшим аэропортом страны. В аэропорту расположен хаб национальной авиакомпании Air Côte d'Ivoire. Назван в честь первого президента Кот-д'Ивуара Феликса Уфуэ-Буаньи, в настоящее время аэропорт напрямую связан с пятью различными аэропортами в Европе и со многими пунктами назначения в Северо-западной части Африки и на Ближнем Востоке, обслуживают более 20 авиакомпаний, охватывающих более 36 направлений.

## История

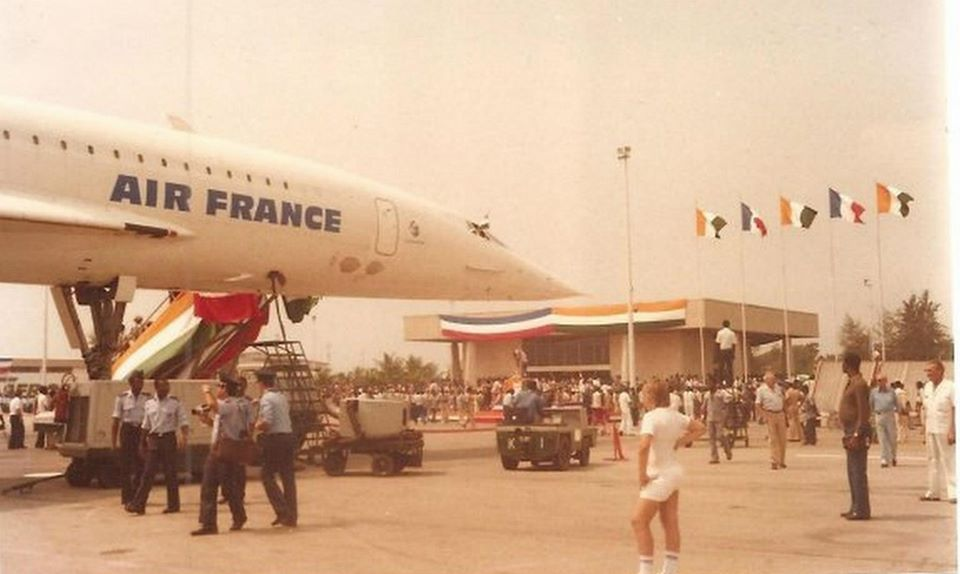
Concorde в аэропорту Абиджана, 1978

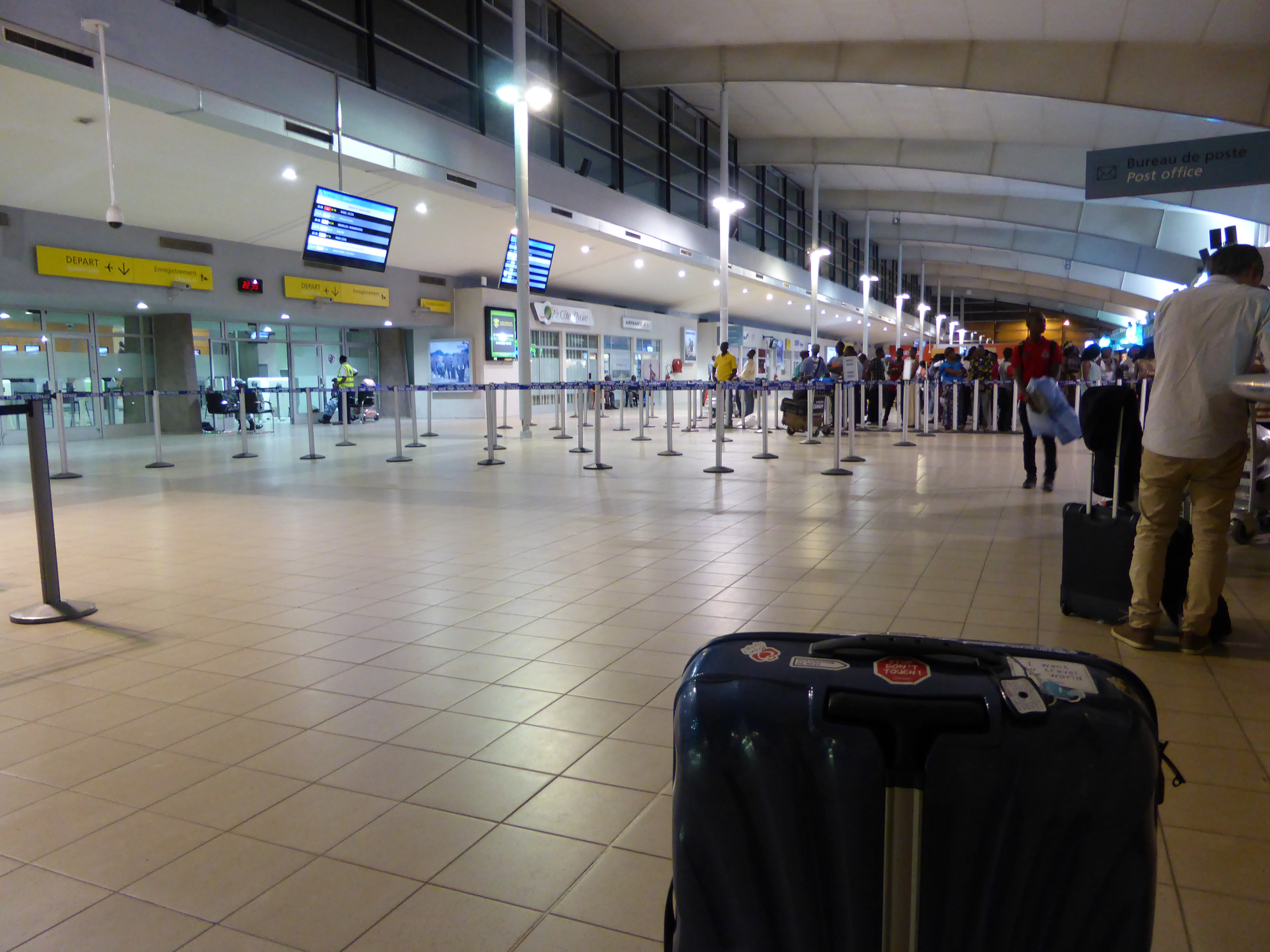
Зал регистрации

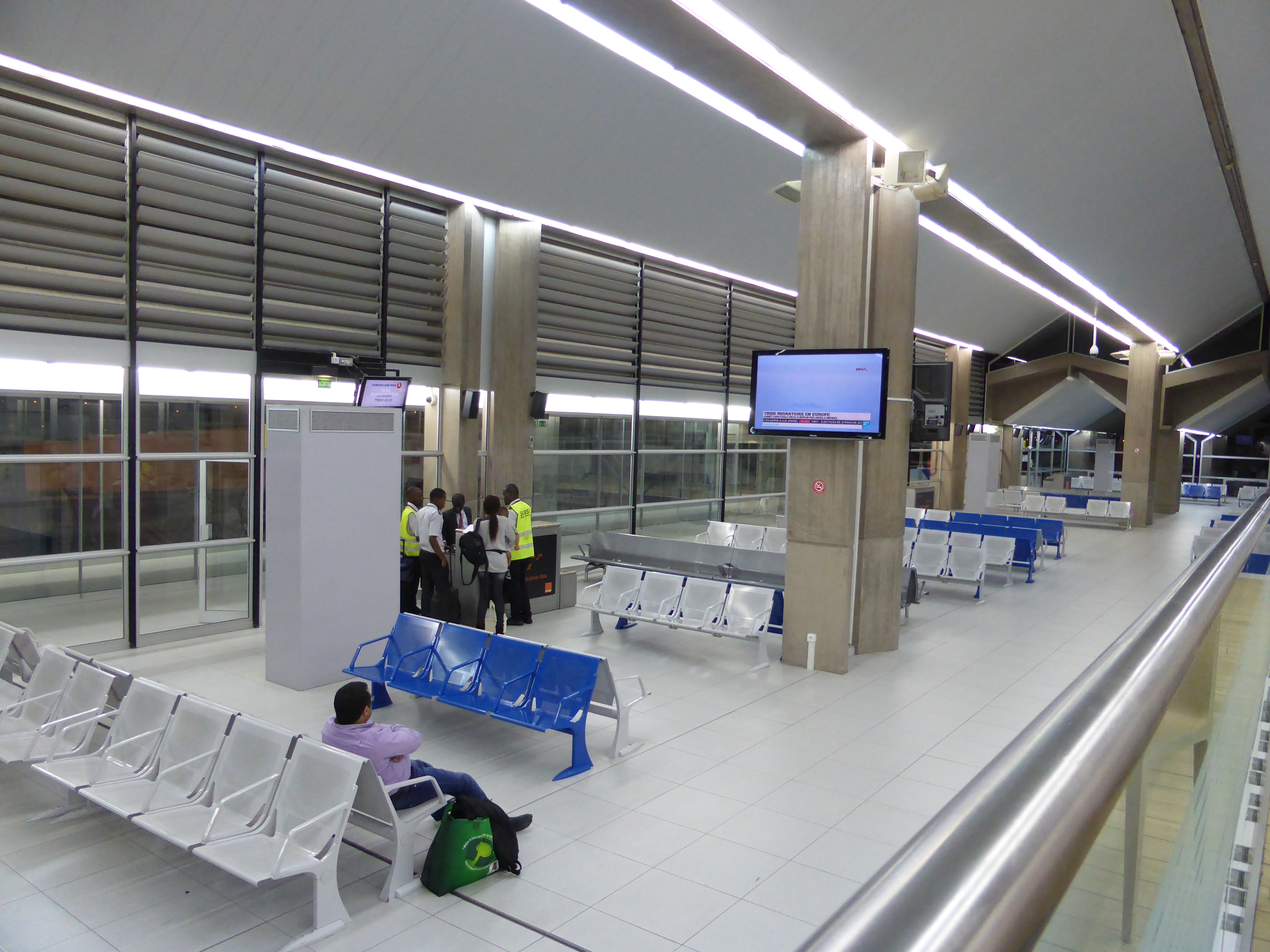
Зал ожидания

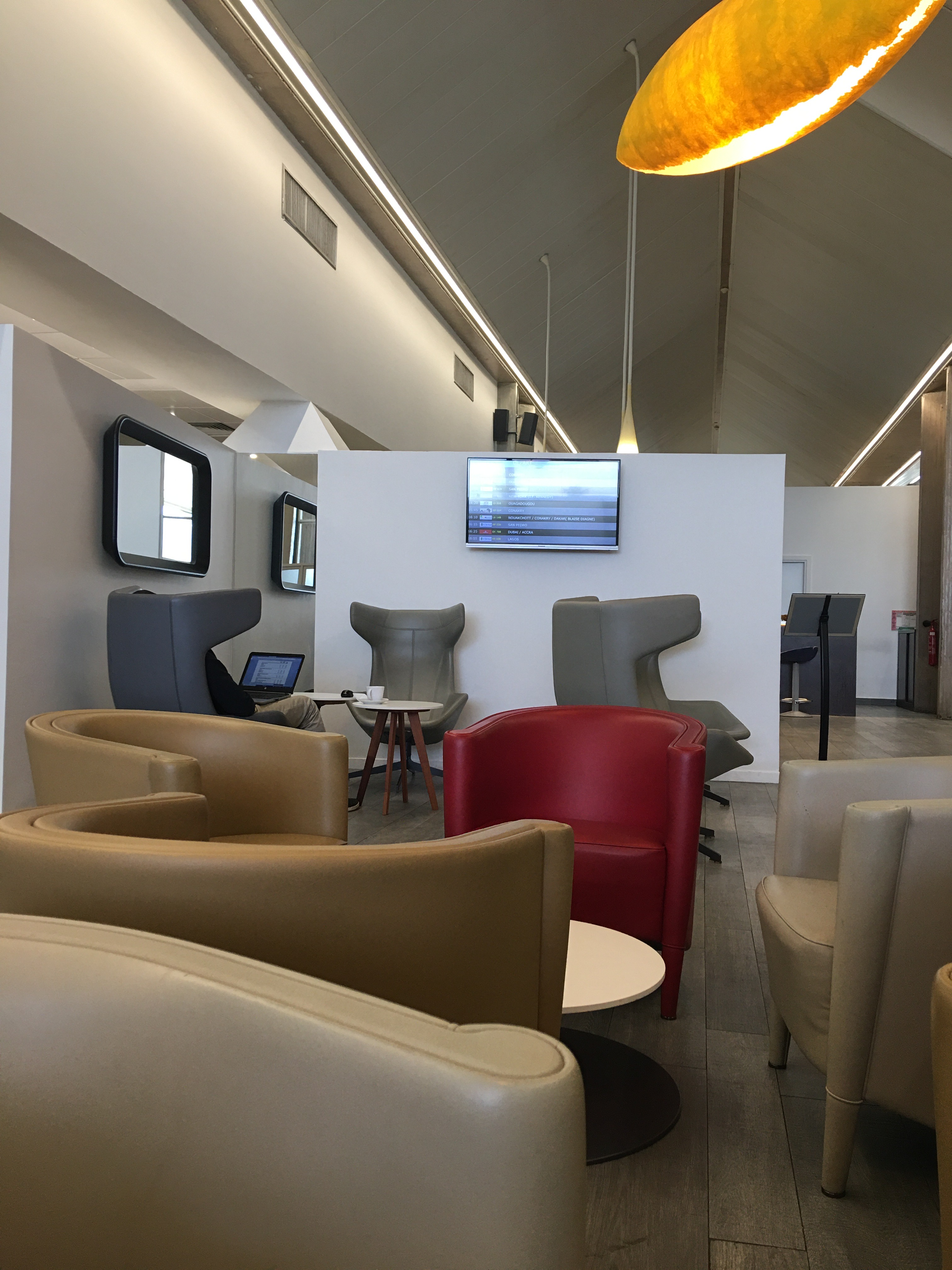
Бизнес-зал

Аэропортом управляет «Aeria», частная ивуарийская компания, которая на протяжении десятилетий непрерывно развивала аэропорт и вносила свой вклад в то, чтобы сделать его одним из самых современных и одним из основных узловых аэропортов Западной Африки.
Беспорядки, произошедшие в Кот-д'Ивуаре в начале 2000-х, негативно отразились на аэропорту. Это стратегическая инфраструктура как для эвакуации иностранных граждан, так и для доставки военной техники. В ноябре 2004 года во время французско-ивуарийских столкновений, произошедших в Абиджане, аэропорт был разграблен и поврежден. Он был возвращен французскими войсками и возвращен ивуарийскому правительству во второй половине ноября. Позже аэропорт был отремонтирован и модернизирован ивуарийским правительством.
В ночь с 2 на 3 апреля 2011 года аэропорт снова был взят под французскими войсками для эвакуации французских граждан и иностранцев, поскольку было объявлено об окончательном штурме президентского дворца во время битвы за Абиджан. После окончания гражданской войны в апреле 2011 года аэропорт был возвращен правительству Кот-д'Ивуара, и проекты развития, приостановленные почти на десятилетие, были возобновлены.
После постепенного восстановления экономической активности в Кот-д'Ивуаре с 2012 года, инвестиции и проекты по увеличению пропускной способности аэропорта, предоставленные в марте 2010 года, находятся в стадии разработки с октября 2011 года.
В феврале 2012 года Абдулай Кулибали, президент совета директоров Aeria, заявил, что он хочет сделать аэропорт пригодным для использования Airbus A380. Air France не отрицает, что в конечном итоге сможет использовать A380 на маршруте Париж-Абиджан.
4 мая 2012 года PROPARCO выделила Aeria 10 миллиардов франков КФА (15 миллионов евро) для финансирования масштабной программы по расширению и модернизации аэропорта. Этот заем является частью продления концессии Aeria с 1 января 2010 г. сроком на 20 лет. Первая  часть в 24 миллиона долларов включает реконструкцию международного терминала, реконструкцию чартерного терминала и строительство новой инфраструктуры. 
Кроме того, реконструкция включала расширение международного терминала площадью с 11 000 до 26 000 м2, реконструкцию стоянки самолетов, ремонт подъездных путей и строительство новой автостоянки. Конечная цель - создать коммерческую зону рядом с аэропортом, с жилыми помещениями, ангарами, конференц-центром, Dutyfree, офисными зданиями, складами, выставочными залами, торговым центром и жильем для персонала. 16 июня 2012 года группа Radisson объявила о начале строительства отеля Radisson Blu на территории аэропорта. Radisson Blu открылся весной 2016 года и имеет более 200 номеров, а также ресторан, открытый бассейн и фитнес-центр. 
Десятки тысяч человек остались без крова в январе 2020 года, когда дома в Аджуфу, трущобах неподалеку от аэропорта, были снесены по соображениям безопасности.

## Пассажиропоток
Данные из запроса в Викиданные.

## Катастрофы и происшествия
- 3 января 1987 года: Boeing 707-379C авиакомпании VARIG с номером PP-VJK, выполнявший рейс 797 из Абиджана в Рио-де-Жанейро-Галеан, разбился из-за отказа двигателя 1 вскоре после взлета. При попытке вернуться в аэропорт для вынужденной посадки он упал на поле в 18 км от аэропорта Абиджана. Из 51 пассажира и членов экипажа на борту выжил только один[19][20].

- 30 января 2000 года: рейс 431 авиакомпании Kenya Airways упал в море вскоре после взлета из Порт-Буэ. Из 179 пассажиров и членов экипажа на борту Airbus A310 выжили только десять человек.